# Альтерман, Борис Валерьевич
Борис Альтерман (род. 4 мая 1970, Харьков, УССР) — израильский шахматист, гроссмейстер (1992).

## Биография
Родился в Харькове, до семи лет жил с родителями в Жданове, потом в Ворошиловграде. Начал играть в шахматы в пятилетнем возрасте. В пятнадцатилетнем возрасте самостоятельно переехал в Харьков и начал тренироваться у А. Н. Вайсмана.
В 1987 году на чемпионате СССР по шахматам среди юниоров занял 1—2 места. Обладатель звания международный мастер (1991) и гроссмейстер (1992).
Победитель следующих Открытых турниров и турниров GM:
- Хайфа, 1993
- Бад-Хомбург, 1996
- Ришон-ле-Цион, 1996
- Пекин, 1995 и 1997
- Мюнхен, 1992

Играет за Шахматный клуб Ришон-ле-Циона.

## Изменения рейтинга
| Графики недоступны из-за технических проблем. См. информацию на Фабрикаторе и на mediawiki.org. |